# 2003年澳大利亚网球公开赛
2003年澳大利亚网球公开赛。

## 冠军
单打列出冠亚军以及决赛比分，双打列出冠军组合。

### 男子单打
主条目：2003年澳洲網球公開賽男子單打比賽
安德烈·阿加西（美国）6-2 6-2 6-1 萊納·舒特勒（德国）

### 女子单打
主条目：2003年澳洲網球公開賽女子單打比賽
小威廉姆斯（美国）7-6 3-6 6-4 大威廉姆斯（美国）

### 男子双打
主条目：2003年澳洲網球公開賽男子雙打比賽
米夏埃尔·洛德拉（法国）/法布里斯·桑托羅（法国）

### 女子双打
主条目：2003年澳洲網球公開賽女子雙打比賽
大威廉姆斯（美国）/小威廉姆斯（美国）

### 混合双打
主条目：2003年澳洲網球公開賽混合雙打比賽
玛蒂娜·纳芙拉蒂洛娃（美国）/利安德·帕斯（印度）
| 前任： 2002年澳大利亚网球公开赛 | 澳大利亚网球公开赛 2003年 | 繼任： 2004年澳大利亚网球公开赛 |
| 前任： 2002年美国网球公开赛     | 网球大满贯 2003年         | 繼任： 2003年法国网球公开赛     |